# Simon Fidati

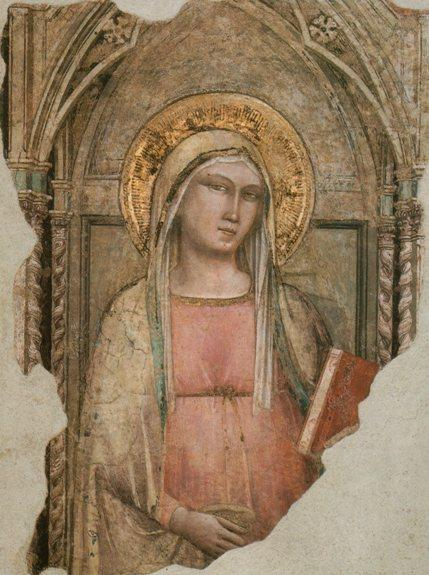
Madonna del Parto par Taddeo Gaddi.

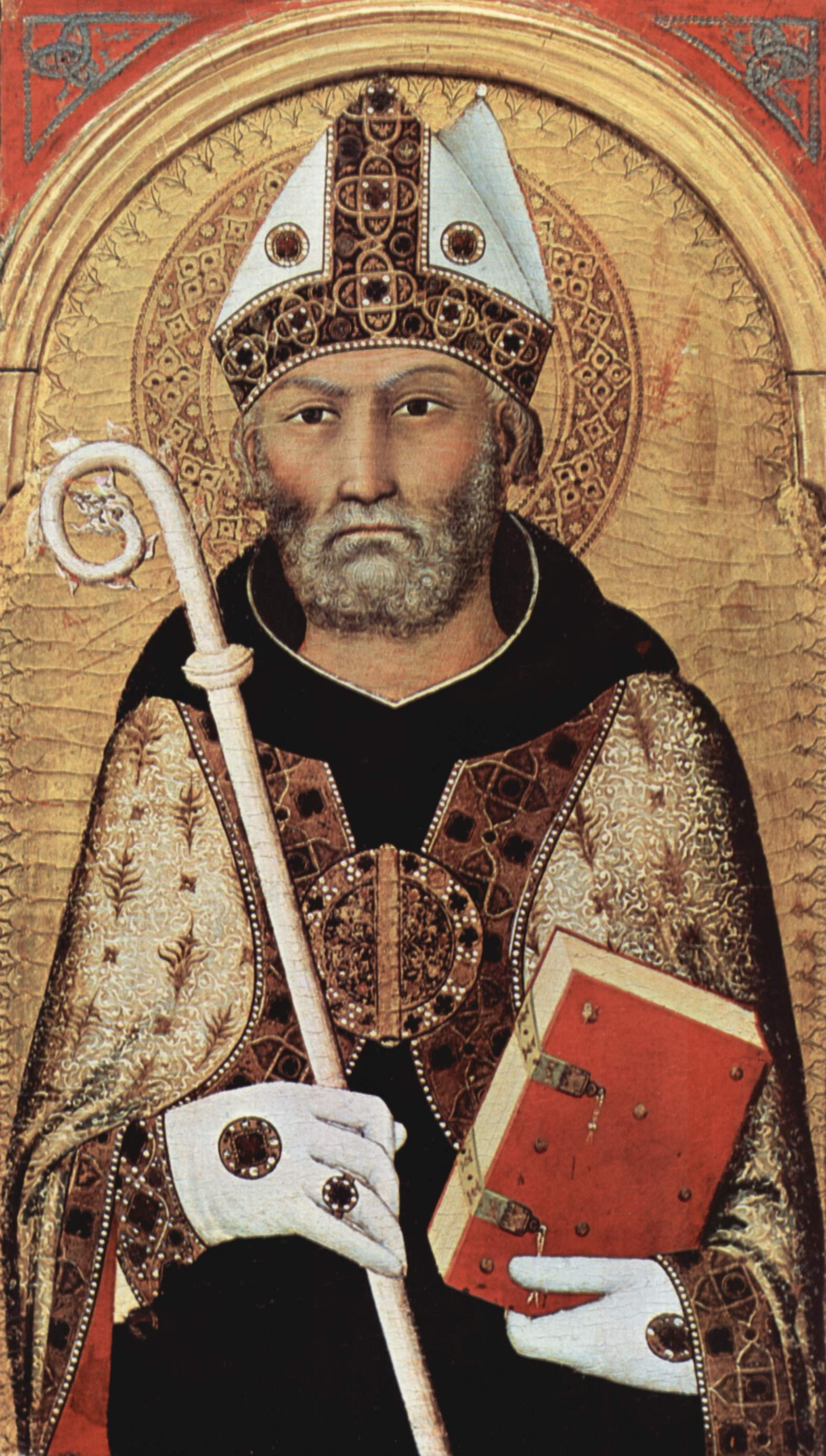
Augustin d'Hippone par Simone Martini.

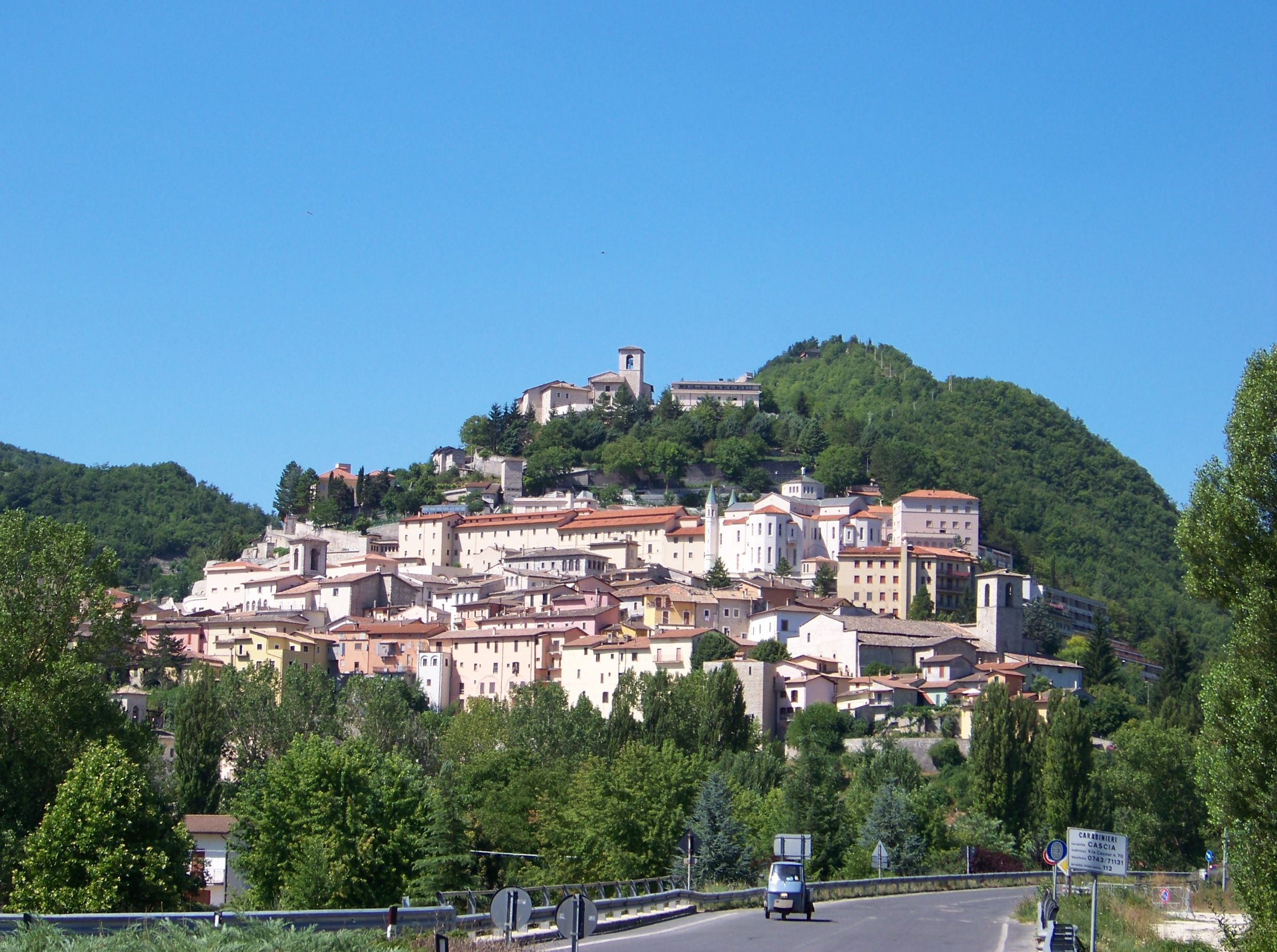
Panorama actuel de la ville de Cascia.

Simone Fidati da Cascia († 2 février 1348) est un religieux italien, appartenant à l'ordre des ermites de saint Augustin. Promoteur d'une théologie affective, qui se fonde sur la spiritualité augustinienne et s'oppose à la méthode scolastique, il annonce la Devotio moderna. Il est béatifié par le pape Grégoire XVI.

## Biographie
La vie de Simone est connue grâce à un écrit composé par son disciple, Giovanni da Salerno, juste après sa mort. 
Il est né entre 1280 et 1295 à Cascia (Ombrie), probablement dans la famille Fidati. Ayant entamé des études profanes, il rencontre Ange Clareno, chef de file des franciscains Spirituels, qui le persuade de se consacrer plutôt aux sciences sacrées. Simone entre alors au couvent des augustins de sa ville natale. 
Après son ordination, il approfondit sa connaissance des saintes Ecritures et de la théologie, sans jamais accepter cependant aucun titre académique. Il se prépare ainsi à la prédication et à la direction spirituelle, lesquels composèrent l'essentiel de ses activités durant vingt-sept ans, à Pérouse, Sienne, Florence, Bologne, Pise et Rome. La fréquentation de cet homme assoiffé de solitude et de recueillement, est recherchée par les clercs comme par les laïcs, particulièrement les artistes (Taddeo Gaddi, élève de Giotto) et les hommes politiques (Tommaso Corsini).
Aux environs de 1333, il fonde deux communautés féminines : l'une pour les jeunes filles, et l'autre pour les femmes repenties (convertite), à Florence. À Cascia, il est également à l'origine d'une association de pieux laïcs, les Amis du bon Jésus, que connaîtra plus tard sainte Rita, moniale augustine. Il meurt à Rome, le 2 février 1348, et sera béatifié par Grégoire XVI, le 23 août 1833.

## Postérité
Outre un copieux recueil de lettres (Epistolario) dans lesquelles se trouve condensée sa doctrine, Simone Fidati a laissé deux ouvrages remarquables : De gestis Domini Salvatoris, commentaire complet des évangiles, rédigé en 1328, et L'ordine della vita christiana, guide de spiritualité ascétique, destiné aux âmes simples, entamé vers 1333. 
Son œuvre a été continuée par Giovanni da Salerno, et sa pensée diffusée par ses confrères augustins, ce qui explique l'influence que sa spiritualité a pu exercer, quelques décennies plus tard, sur l'itinéraire mystique de Rita de Cascia. Simone apparaît ainsi comme la personnalité la plus importante de l'école augustinienne du XIVe siècle, même si son amitié avec Ange Clareno et l'originalité de sa théologie ont pu le rendre suspect aux yeux des critiques, certains le soupçonnant même d'être un précurseur de Luther. En réalité, il annonce, par ses choix méthodologiques et thématiques, la Devotio moderna, large mouvement de spiritualité qui prendra son essor dans les milieux augustiniens des Pays-Bas, vers la fin du XIVe siècle.

## Spiritualité
Christocentrisme, anti-intellectualisme, repli sur l'intériorité, méditation de l'Écriture et recours aux Pères de l'Eglise : ces caractéristiques de la Devotio moderna se trouvent déjà nettement exprimées dans l'œuvre théologique de Simone Fidati. 
Avant d'atteindre l'intelligence, celui-ci veut toucher le cœur de ses lecteurs. Aussi rejette-t-il la méthode scolastique, pour suivre la ligne affective tracée par l'augustinisme médiéval. La spiritualité devient ainsi la base d'un enseignement dans lequel l'intelligence du cœur l'emporte sur le raisonnement abstrait, même si cette exaltation de la grâce et de la volonté est tempérée par une sage modération : pour l'auteur, une pénitence qui compromettrait la santé, serait un péché. Ce qui compte vraiment, c'est l'humilité, l'anéantissement, l'obéissance au Père, car l'essence de la vie chrétienne consiste à se laisser transformer par Dieu, en imitant le Christ-homme, Serviteur souffrant.
C'est pourquoi Simone affirme qu'il est absolument nécessaire de nous rendre en notre âme et notre corps semblables au Christ, comme Lui s'est fait semblable à nous, si nous voulons être couronnés avec Lui. 
Associée à une spiritualité de la Croix, cette christiformitas se retrouvera dans la mystique de sainte Rita, ainsi que dans le discours ascétique de L'Imitation de Jésus-Christ, ouvrage classique de la Devotio moderna. Elle interprète en effet l'idéal de la sequela Christi comme un mépris de soi au bénéfice des vertus passives, mais également comme une fuite du monde, en référence aux origines érémitiques de l'ordre des augustins : en définitive, aux yeux de Simone, le désert est toujours, pour le disciple, l'espace où s'opère nécessairement le choix radical et la rencontre décisive avec Dieu.

## Œuvre
Son œuvre la plus importante est le De gestis Domini Salvatori, qu'il a commencé le 6 septembre 1338 à Rome et à quoi il a consacré les dernières années de sa vie. Après sa mort, l'ouvrage a été vulgarisé et adapté par Giovanni da Salerno. Il s'agit d'un exposé très détaillé de la vie et de l'enseignement du Christ, considéré comme corps mystique et archétype de la perfection. Fidati refuse de prendre comme guides Aristote et Platon et prend comme seul modèle le Christ. Avec l'Incarnation, « l'éternité est descendue dans le temps, l'immensité dans la mesure, l'infigurable dans la figure, la satiété dans la faim, la fontaine dans la soif »,.

## Bibliographie

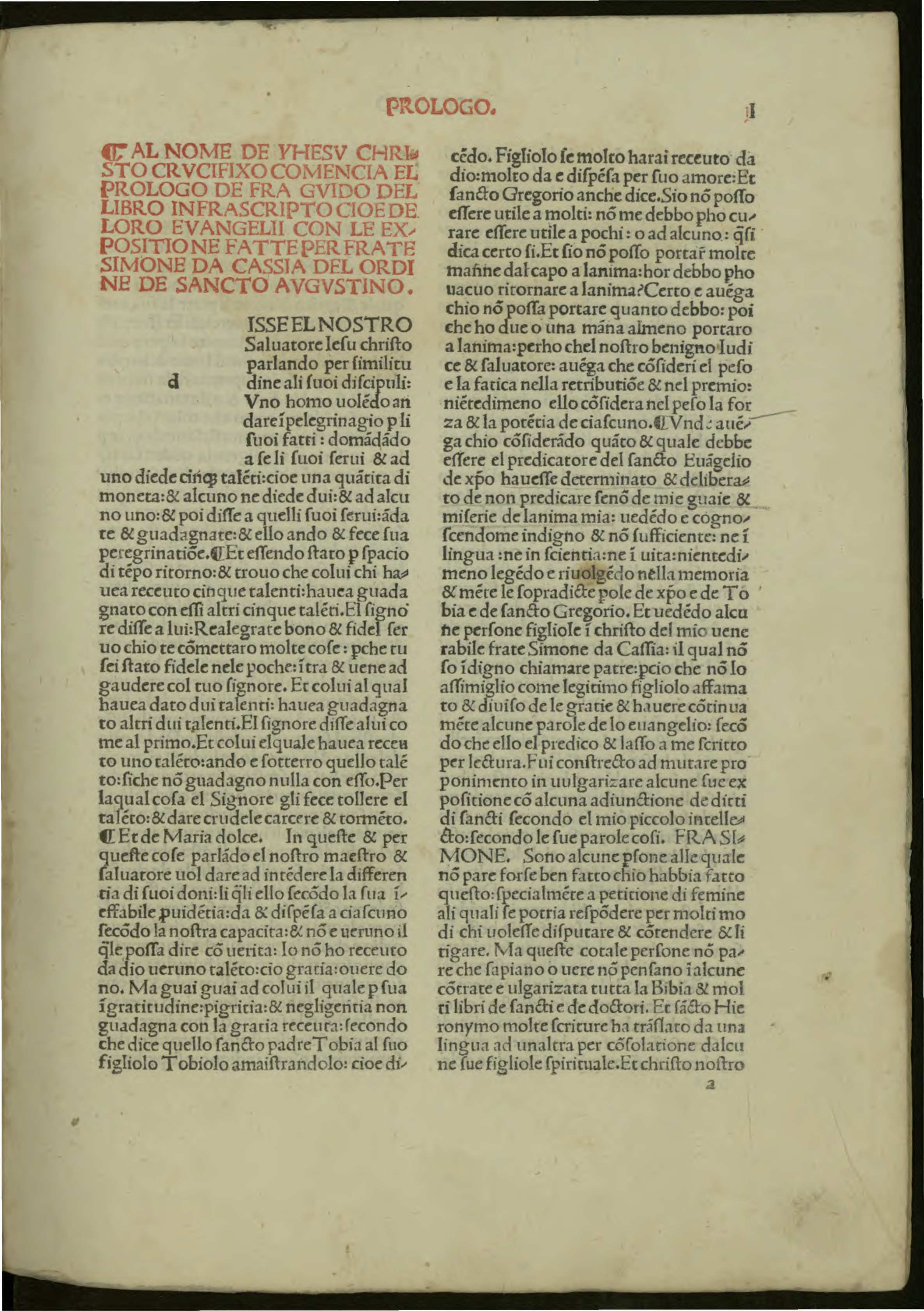
Expositio super totum corpus Evangeliorum, 1486

### Œuvres
- N. Mattioli, Antologia agostiniana, tome II, Il B. Simone Fidati... e i suoi scritti, Rome, 1898.
- Simone Fidati, Gesta Salvatoris Domini Nostri Jesu Christi seu Comentaria Super IV. Evangelista, Ratisbonne, 1733 (lire en ligne)

### Études
- (it) Enrico Menestò, « Simone Fidati », dans Dizionario Biografico degli Italiani, vol. 47, 1997 (lire en ligne)
- P. Bellini, Simon Fidati de Cascia, in Dictionnaire de spiritualité ascétique et mystique, tome XIV, Paris, Beauchesne, 1990, p. 873-876.